# Marko Stetner
Marko Stetner, ljubljanski župan v 16. stoletju, † marec 1599.
Stetner je bil premožen ljubljanski trgovec in zagrizen protestant. Župan Ljubljane je bil v letih 1582, 1583 in  1591.